# دنيس بولسون
دنيس بولسون (بالإنجليزية: Dennis Paulson)‏ هو لاعب غولف أمريكي، ولد في 27 سبتمبر 1962 في سان غابريل في الولايات المتحدة.

## وصلات خارجية
- دنيس بولسون على موقع رابطة لاعبي الغولف المحترفين (الإنجليزية)
- دنيس بولسون على موقع التصنيف العالمي الرسمي للغولف (الإنجليزية)